# Ignaz Cornova
Ignaz Cornova (* 25. Juli 1740 in Prag; † 25. Juli 1822 ebenda) war ein Priester italienischer Herkunft in Böhmen, Angehöriger des Ordens der Jesuiten, Historiker, Pädagoge, Schriftsteller, Vordenker der Aufklärung und bedeutender Prager Freimaurer.

## Biografie
Ignaz Cornova war Schüler am Jesuiten-Gymnasium in der Prager Altstadt. Am 27. Oktober 1756 trat er dem Jesuitenorden bei und erhielt eine weitere Ausbildung in Brünn. Es folgten Studienaufenthalte von 1759 bis 1760 in Bresnitz und von 1760 bis 1764 in Olmütz, wo er Philosophie und Theologie studierte und sich der Forschung der alten und neuen Sprachen widmete. 1770 erfolgte die Priesterweihe.
Seit 1762 lehrte er am Gymnasium des Jesuitenordens in Brünn, unterbrach seine Lehrtätigkeit von 1770 bis 1771 wegen eines Predigeramtes, unterrichtete von 1771 bis 1773 als Gymnasialprofessor (Präses) in Komotau, wo Franz Josef von Gerstner, ein Pionier des Eisenbahnbaus, sein Schüler war, und wurde Professor der Poesie am Kolleg in Klattau. Nach der Aufhebung des Jesuitenordens (1773–1814) zunächst bis 1784 Lehrer am Altstädter Gymnasium in Prag und Promotion zum Doktor der Philosophie. Von 1784 bis 1795 Professor für allgemeine Geschichte an der Karls-Universität Prag, 1790 Dekan der philosophischen Fakultät. Die Königliche böhmische Gesellschaft der Wissenschaften nahm ihn 1791 als Mitglied auf.
Nach 1795 war Ignaz Cornova als Privatlehrer und Erzieher tätig, verfasste lyrische Dichtungen im Stil Klopstocks (1724–1803). Als Freimaurer wurde er 1776 in die Loge „Zu den drei gekrönten Säulen“ in Prag aufgenommen.

## Werk
Sein historisches Hauptwerk ist die Neuausgabe und Fortsetzung von Paul Stranskys Res publica Boiemorum und deren Übersetzung in die deutsche Sprache, welche er mit zahlreichen Vermerken ergänzte. Er verfasste u. a. eine Monografie über das Leben von Bohuslaus Lobkowicz von Hassenstein. Von den philosophischen Schriften blieben seine handschriftlichen Vorlesungstexte über die Methodologie der Geschichte an der Universität Prag erhalten.
Ignaz Cornova wurde durch Voltaire beeinflusst; er kannte aber bereits Johann Gottfried Herder, der seine Auffassung über die Rolle der slawischen Nationen beeinflusste. Die geschichtliche Entwicklung sah er im Sinne der Aufklärung, auf der einen Seite als Folge historischer Ereignisse, auf der anderen Seite schrieb er sie den natürlichen Gesetzmäßigkeiten der Entwicklung der Menschen zu. Er erkannte, dass das Wohl und der Bestand eines Staates vom Wohlergehen seiner Bürger und deren Verständnis der Moral abhängig ist.

## Schriften
- Verzeichnis s. PB Phil. Weiß, 76 ff.
- Rede bei der Einweihungsfeier des von unserers verklär. Landesmutter dem Waiseninstitute zum heiligen Johann der Täufer geschenkten Hauses. 1781.
- Als die Hoffnung Böhmens verschwand, Vater Joseph zu sehen. 1782.
- An Böhmens junge Bürger. 1783.
- Betbuch für Freymaurer, Prag, Taussig & Taussig (1928), Prag 1784 (Fasc. Ausgabe).
- Über die wichtigste Kirchenstrafe, die Excommunication. 1785.
- Oratio funebris. 1778.
- Geschichte des Waiseninstitutes zum hl. Johann der Täufer in Prag. 1785.
- Kurze Übersicht der merkwürdigsten Empörungen in Böhmen und ihre Folgen. 1793.
- Briefe an einen kleinen Liebhaber der Vaterländischen Geschichte I–III. 1796–97.
- Unterhaltungen mit jungen Freunden der Vaterlandsgeschichte I–IV. 1779–1804.
- Der Fest der Fürstenliebe (Theaterspiel). 1800.
- Leben Josephs des Zweiten. 1801.
- Paul Stránský, Res publica Bojema (Der Staat von Böhmen), übersetzt, berichtigt und ergänzt, 7 Bände 1792–1803.
- O metodologii historiografie (Handschriften seiner Vorträge). (1793–95).
- Die Jesuiten als Gymnasiallehrer. 1804.
- Die Erbverbrüderung der Häuser Böhmisch Lützelburg und Oesterreich-Habsburg. 1805.
- Jaroslav von Sternberg, der Sieger der Tartaren. 1813.
- Das Nötigste aus der alten Geschichte für junge Leser I–VIII. 1814–15.
- Lebensgeschichte Johann Karl Grafen Krakowsky von Kolowrat. 1818.
- O výchově sirotků zednářských. 1923.
- Der große Böhme Bohuslaus Lobkowicz von Hassenstein, Abhandlungen der Königlichen böhmischen Gesellschaft der Wissenschaften. 1808.